# Čínská ženská házenkářská reprezentace
Čínská házenkářská reprezentace žen reprezentuje Čínu na mezinárodních házenkářských akcích, jako je mistrovství světa.

## Mistrovství světa
| Rok/pořádající země             | Účast                                 |
| ------------------------------- | ------------------------------------- |
| MS 1957 Jugoslávie              | Ne                                    |
| MS 1962 Rumunsko                | Ne                                    |
| MS 1965 Německo                 | Ne                                    |
| MS 1968 SSSR                    | Zrušeno kvůli sovětské invazi do ČSSR |
| MS 1971 Nizozemsko              | Ne                                    |
| MS 1973 Jugoslávie              | Ne                                    |
| MS 1975 SSSR                    | Ne                                    |
| MS 1978 ČSSR                    | Ne                                    |
| MS 1982 Maďarsko                | Ne                                    |
| MS 1986 Nizozemsko              | 9. místo                              |
| MS 1990 Korea                   | 8. místo                              |
| MS 1993 Norsko                  | 14. místo                             |
| MS 1995 Rakousko, Maďarsko      | 13. místo                             |
| MS 1997 Německo                 | 22. místo                             |
| MS 1999 Norsko, Dánsko          | 18. místo                             |
| MS 2001 Itálie                  | 11. místo                             |
| MS 2003 Chorvatsko              | 19. místo                             |
| MS 2005 Rusko                   | 17. místo                             |
| MS 2007 Francie                 | 21. místo                             |
| MS 2009 Čína                    | 12. místo                             |
| MS 2011 Brazílie                | 21. místo                             |
| MS 2013 Srbsko                  | 18. místo                             |
| MS 2015 Dánsko                  | 17. místo                             |
| MS 2017 Německo                 | 22. místo                             |
| MS 2019 Japonsko                | 23. místo                             |
| MS 2021 Španělsko               | 32. místo                             |
| MS 2023 Dánsko, Norsko, Švédsko | 28. místo                             |
| Celkem                          | Účast – 18× · – 0× · – 0× · – 0×      |

## Olympijské hry
| Rok/pořádající země     | Účast                           |
| ----------------------- | ------------------------------- |
| LOH 1976 Montreal       | Ne                              |
| LOH 1980 Moskva         | Ne                              |
| LOH 1984 Los Angeles    | Bronzová medaile                |
| LOH 1988 Soul           | 6. místo                        |
| LOH 1992 Barcelona      | Ne                              |
| LOH 1996 Atlanta        | 5. místo                        |
| LOH 2000 Sydney         | Ne                              |
| LOH 2004 Athény         | 8. místo                        |
| LOH 2008 Peking         | 6. místo                        |
| LOH 2012 Londýn         | Ne                              |
| LOH 2016 Rio de Janeiro | Ne                              |
| LOH 2020 Tokio          | Ne                              |
| Celkem                  | Účast – 5× · – 0× · – 0× · – 1× |